# Tommy Burden
Tommy Burden (21 tháng 2 năm 1924 – 2001) là một cầu thủ bóng đá người Anh có hơn 500 lần ra sân cho 4 đội bóng trong 20 năm sự nghiệp.

## Sự nghiệp
Burden thi đấu cho Wolverhampton Wanderers, Chester, Leeds United – là đội trưởng giai đoạn 1949 đến 1954 – và Bristol City. Ông thi đấu tại Normandy Landings, và bị chấn thương.